# Aloe branddraaiensis
Aloe branddraaiensis (укр. Алое бренддраїензис) — сукулентна рослина роду алое.

## Назва
Видова назва дана за місцем, де цей вид був знайдений — містечко Бренддрай (афр. Branddraai), у провінції Мпумаланга, Південно-Африканська Республіка.

## Історія
Вперше описаний англійським ботаніком Барендом Грюнвальдом у 1940 році в журналі «Flowering Plants of South Africa».

## Морфологічні ознаки
Рослини не мають стебла. Листя смугасті, з дуже красивим візерунком, завширшки 30-35 x 8-10 см. Рослина рідко перевищує 30 см заввишки. Часто утворює невеликі групи. У тіні листя не сильно забарвлене, але на сонці стає красивого червоно-коричневого відтінку. Кромки листя озброєні гострими, твердими до 3 мм завдовжки, великими шипами. Кінцівки листків, як правило, висихають, відмирають і різко загибаються. Цвітіння дуже декоративне, глобоїдної форми і червонувато-оранжевого кольору із натяком на зелений. Сильно розгалужене суцвіття завдовжки 100—150 см виділяє цей вид з усіх інших.

## Місця зростання
Aloe branddraaiensis — ендемічна рослина Південно-Африканської Республіки. Ареал обмежується невеликою площею у провінціях Мпумаланга та Лімпопо. Росте на скелястих схилах, а також в річкових долинах на висоті 850—1000 м над рівнем моря.

## Охоронні заходи
Вид включений до додатку II конвенції про міжнародну торгівлю видами дикої фауни і флори, що перебувають під загрозою зникнення (CITES).
Включений до Червоного списку південноафриканських рослин (англ. Red List of South African Plants). Має статус «під загрозою зникнення» через колекціонування та міську і промислову експансії.
Область поширення (ЕОО) обмежена, становить 800 км². Чисельність рослин, мабуть, дещо знижується через втрату середовищ існування, викликаного розвитком сільського господарства, однак, популяція все ще складається з тисяч осіб.
Не зафіксований в жодній природоохоронній території.